# Samostan Kutlumuš
Samostan Kutlumuš (grško starogrško Μονή Κουτλουμουσίου, Moní Koutloumousíoui) ali Kutlumusi (grško starogrško Κουτλουμούσι) je samostan Vzhodne pravoslavne cerkve v meniški državi Gora Atos v Grčiji. V hierarhiji dvajsetih atoških samostanov zaseda šesto mesto.
Zgrajen je bil s pomočjo vlaških vojvod Nikolaja Aleksandra in Vladislava I.
Med največje samostanske zaklade spada velik del pravega križa. V samostanski knjižnici je 662 rokopisov in okoli 3.500 tiskanih knjig. 
V samostanu je 20 menihov (2019).

## Zgodovina
Samostan je bil prvič omenjen leta 1169. Zgradil ga je bizantinski cesar Aleksej I. Komnen v 12. stoletju. V zgodovini je imel obdobja razcveta in propadanja. Večkrat je bil porušen in obnovljen. Eno od uspešnih obdobij je povezano z igumanom Haritonom Iverskim v drugi polovici 14. stoletja. K obnovam samostana so veliko prispevali vlaški vojvode Negul, Radul in Vlad. V 19. stoletju so med grško vstajo samostan porušili Turki.
Po eni od različic je samostan ustanovil dvorjan seldžuškega sultana Sulejmana ibn Kutalmiša (1077–1086), ustanovitelja Sultanata Rum.

## Galerija
- Samostanska cerkev
- Notranje dvorišče
- Notranje dvorišče

## Sklica
1. ↑  A. E. Bakalopulos (1973). History of Macedonia, 1354-1833. str. 166.
2. ↑  سُلَیمان بن قُتَلمِش grško: Κουτλουμούς (Koutloumous).